# Thomas Wyon
Thomas Wyon le Jeune (1792 – 22/23 septembre 1817) est un médailleur britannique et graveur en chef à la Monnaie royale.

## Biographie
Wyon est né à Birmingham. Il est apprenti chez son père, Thomas Wyon (1767-1830), le graveur en chef des sceaux du roi, qui lui apprend l'art de la gravure sur acier ; par la suite, il étudie à l'école de sculpture de la Royal Academy de Londres, où il obtient des médailles d'argent dans les classes antique et modèle vivant. En 1809, il frappe sa première médaille, présentée au lieutenant Pearce. En 1810, il remporte la médaille d'or de la Society of Arts pour la gravure de médailles; le modèle, représentant une tête d'Isis, est acheté par la société et utilisé pour frapper ses médailles de prix. À partir de cette période, il produit de nombreuses médailles pour les écoles, les sociétés, les clubs Pitt et d'autres institutions.

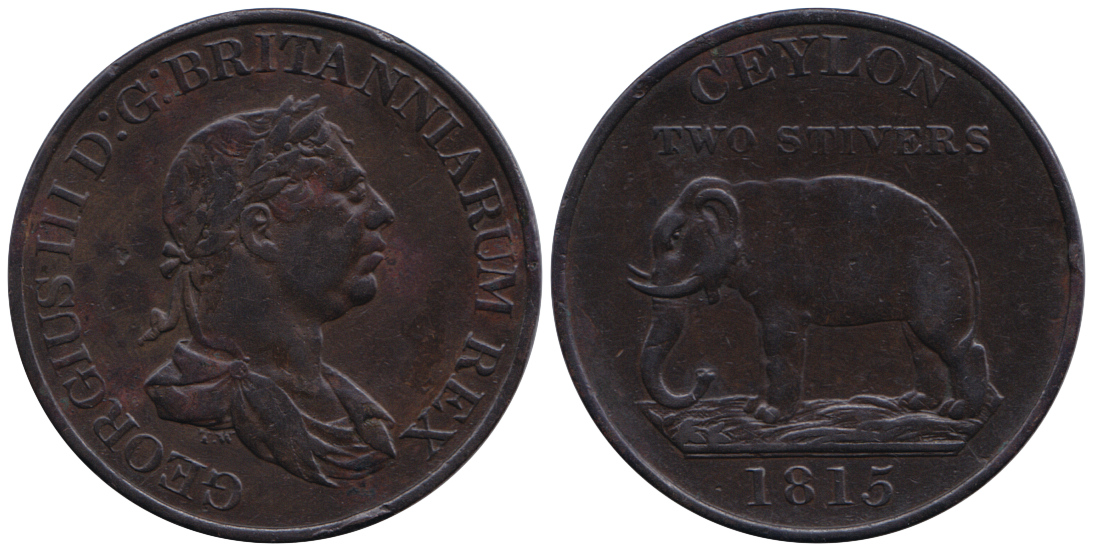
Pièce de 2 stuivers de Ceylan britannique 1815. Au revers se trouvent les initiales de Thomas Wyon (T.W.)

Le 20 novembre 1811, Wyon est nommé graveur stagiaire à la Monnaie royale et est employé à la fabrication de jetons bancaires pour l'Angleterre et l'Irlande, et de pièces pour les colonies britanniques et pour Hanovre. Il grave également sa médaille commémorative de la paix et sa médaille Manchester Pitt. Le 13 octobre 1815, il est nommé graveur en chef à la Monnaie, n'ayant alors que vingt-trois ans. L'année suivante, il sort la nouvelle monnaie d'argent pour le Royaume-Uni (demi-couronne, shilling et six pence), dessinant lui-même les revers. En 1817, il frappe le maundy money, et commence à fabriquer son modèle d'écusson en rivalité avec Thomas Simon.
La gravure de Wyon de la reine Victoria pour la médaille de la ville de Londres sert de base à la conception du Penny Black, le premier timbre-poste au monde. Des exemples de la médaille, en argent et en bronze, sont conservés dans la collection RM Phillips du British Postal Museum & Archive.
Des signes de Tuberculose commencent alors à apparaître et Wyon, un artiste modeste et talentueux, meurt le 23 (ou 22) septembre 1817 à la Priory Farmhouse, près de Hastings. Il est enterré dans le cimetière attaché à Christ Church, Southwark.
Son frère cadet, Benjamin Wyon (1802–1858), ses neveux, Joseph Shepherd Wyon (1836–1873) et Alfred Benjamin Wyon (1837–1884), et son cousin, William Wyon (1795–1851) sont également des médailleurs distingués.